# アウストラロピテクス・アファレンシス
アウストラロピテクス・アファレンシス（Australopithecus afarensis、'アファール猿人'の意）は約390万 - 約290万年前に存在した化石人類の一種である。
同時期に存在したアウストラロピテクス・アフリカヌスと同様のスリムな体形をしている。研究の結果、アウストラロピテクス・アファレンシスはアウストラロピテクス属とヒト属の共通の祖先であり、現代のヒトに直接繋がっていると考えられている。
アウストラロピテクス・アファレンシスの化石はアフリカ東部のみから見つかっている。タイプ標本の化石こそタンザニアのラエトリで見つかっているが、有名なルーシーを含むその他の大部分はエチオピア北東のハダール村で発見されている。他にもエチオピアやケニアでも発見例がある。ルーシーが発見されたアワッシュ川下流域は世界遺産に登録されている。

## 身体的な特徴

### 頭部の特徴と脳のサイズ
現代の、また絶滅した類人猿と比べて、アウストラロピテクス・アファレンシスの犬歯や奥歯は小さかったが、それでも現代のヒトよりは大きかった。脳のサイズも380-430mlと比較的小さく、顎が前に突き出た原始的な顔をしていた。
1970年代のアウストラロピテクス・アファレンシス発見以前、学会では当時既に発見されていたホモ・ルドルフエンシスなどが約800mlという大きな脳を持っていたため、直立二足歩行は脳のサイズの増大の結果だと広く考えられていたため、脳が小さく、原始的な顔をしていた人類が直立二足歩行をしていたという事実は、意外なことだった。

### 直立二足歩行

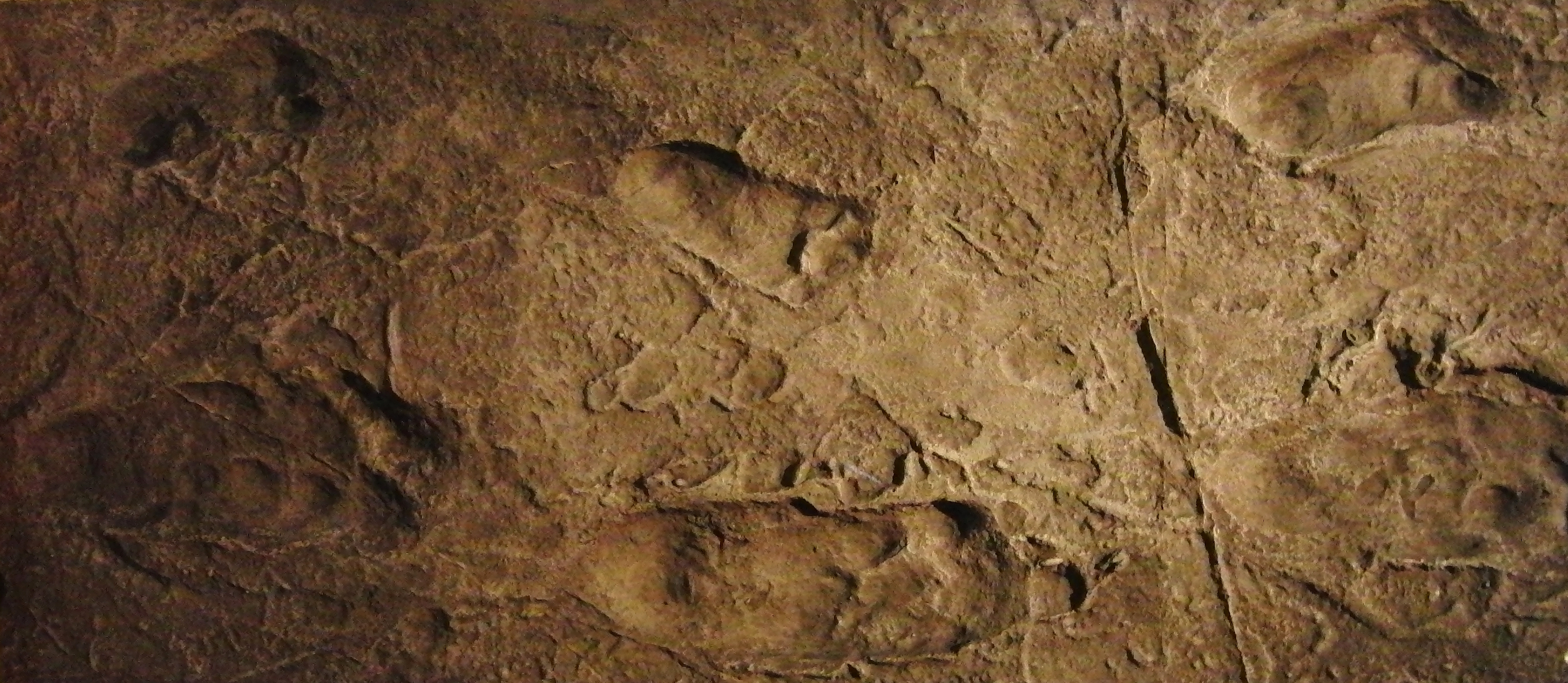
ラエトリの猿人足跡化石（レプリカ）。国立科学博物館の展示。

アウストラロピテクス・アファレンシスの運動行動については現在でも議論がある。アウストラロピテクス・アファレンシスは平地でほぼ完全な直立二足歩行をしていたと考える学者もいれば、一部樹上生活を送っていたと考えている学者もいる。手・足・肩の関節の形態からは、後者の説が支持されている。また指や爪先の骨の湾曲具合からは、木を掴み、登るのに適していたことが分かっている。さらに手首を固定する機構があったことから、手をついて四足歩行することもあったと推測される。肩の関節も、現代のヒトと比べて頭の側に偏っている。
しかしアウストラロピテクス・アファレンシスが、直立二足歩行をしていたことを強く示唆する証拠もいくつもある。骨格全体を見ると骨盤の形は類人猿のものよりもヒトのものに近く、腸骨は太くて短く、仙骨は幅広くて股関節と大腿直筋に直結している。さらに、大腿骨の角度も尻から膝の方に向いている。このことによって、体の中心線に沿って足を下ろすことが可能となり、直立二足歩行を行っていたことが強く示唆される。現存する動物の中ではヒトの他に、オランウータンとクモザルだけがこの特徴を持っている。また足の爪先は大きく、後肢で枝を掴むのは困難であったという指摘もある。踵の関節の形状も、ヒトと非常に近い。
骨格の慣性モーメントと運動学を計算に入れたコンピュータシミュレーションを行った結果、アウストラロピテクス・アファレンシスはヒトと同じように直立二足歩行できたが、チンパンジーと同じようには歩けなかったという結論が得られた。直立歩行は膝と腰を折り曲げて歩くより効率的で、エネルギー効率は2倍も良いのである。これらのことからアウストラロピテクス・アファレンシスは短い距離は直立二足歩行をしていたと考えられ、またラエトリでの足跡の化石から、その速度はおよそ1.0m/sであったと見られている。これは現代人が市街で歩く速度とほぼ同じである。
一般に、直立二足歩行はチンパンジーやゴリラのような腰を曲げて手を突いて歩く歩き方から進化したと考えられているが、チンパンジーとヒトが分化したと考えられている約500万 - 約800万年前に生きたオロリン・トゥゲネンシスも二足歩行をしていたことを示す証拠がある。また現代の類人猿やその祖先の化石を見ると、木に登るために直立する骨格を進化させてきたことが分かる。これらのことから、直立歩行自体は、樹上生活する必要性から進化してきたと考えられる。スマトラ島のオランウータンによる研究の結果、これらは大きな安定した枝の上を歩く時や細い枝の下を渡る時は四足を用い、直径4cm以下の細い枝の上を歩く時には腕でバランスを取りながら二足を用いて歩行することが明らかとなった。このような行動によって、樹冠の果物を取ったり、他の木の枝に移ったりすることが可能となった。約1100万 - 約1200万年前に気候が大きく変わったことにより、アフリカ東部から中央部の森林の様子が大きく変わり、樹上生活を諦め地上に降りてきたヒトの祖先と、樹上生活により適応しようとしたゴリラやチンパンジーの祖先が分かれた。

### 社会性
既に絶滅した種の化石から、その社会的行動について推測するのは困難である。しかし、現代の霊長類やサルの社会構造から性的二形などある程度のことを予想するのは可能である。アウストラロピテクス・アファレンシスのオスとメスの形態にはどれほどの差があったかということについてはまだ論争があるが、オスはメスに比べて大きかったようである。もし類人猿の性的二形や社会構造が当てはまるのであれば、アウストラロピテクス・アファレンシスも一匹のオスと何匹かのメスからなる小さな家族単位で生活していたと推測できる。
アウストラロピテクス・アファレンシスが石器を使ったという証拠はなく、現在見つかっている最も古い石器は、約250万年前のものである。

### 系統に関する疑問点
1977年、ルーシーの発見で知られるドナルド・ヨハンソンとティム・ホワイトは彼らの発見した化石の詳細な形態学的解析を行った。彼らは化石をチンパンジー、ゴリラ、ヒト、他の化石人類と比較し、顎と歯の形状から、アウストラロピテクス・アファレンシスはヒトと類人猿の中間的な存在だと結論づけた。そしてこの種をヒト属には入れず、アウストラロピテクス属に入れることを提案した。彼らは、この種がアウストラロピテクス・アフリカヌスやアウストラロピテクス・ロブストゥスの祖先であるとともに、ホモ･サピエンスを含むヒト属の祖先でもあると確信し、またこの説は広く受け入れられた。しかし2006年にYoel Rak、Avishag Ginzburg、Eli Geffenらは、2002年に見つかった下顎の骨の形状がゴリラと良く似ていることを発見した。その他の研究の成果も勘案し、彼らはアウストラロピテクス・アファレンシスはパラントロプス属に分類されるべきであり、現代のヒトの直接の祖先ではないと結論づけた。彼らは、ホワイトらが1999年に発見したアルディピテクス・ラミドゥスこそが現代のヒトの祖先と呼ぶにふさわしいと主張している。

## 主な化石

### タイプ化石
アウストラロピテクス・アファレンシスのタイプ化石は、タンザニアのラエトリで発見された大人の下顎の化石で、LH 4という名前がついている。

### AL 129-1
初めての膝関節の化石で、1973年11月にドナルド・ジョハンソン、ティム・ホワイトらのチームによりエチオピアのアワッシュ川中流域、アファール渓谷で発見された。

### ルーシー
初めての全身骨格で、1974年11月24日にトム・グレイ、ドナルド・ジョハンソン、ティム・ホワイトらのチームにより、エチオピアのアワッシュ川下流域、アファール渓谷で発見された。

### サイト333
200以上の欠片からなる、初めて発見されたアウストラロピテクス・アファレンシスの家族の化石で、1975年にルーシーが発見された隣の丘で、ドナルド・ジョハンソンの生徒のマイケル・ブッシュが発見した。歯や顎など、発見された欠片の数から、その場所は現在、サイト333として知られている。13個体あり、その全てが成人である。13個体は同時に死んだと見られ、ヨハンソンは鉄砲水により死んだと考えている。
恐竜SFドラマ『プライミーバル』第3章では、この場所に焦点が当てられている。作中では、ヘレン・カッターが川に毒を流し込みアウストラロピテクスを殺害したことになっている。

### セラム
2006年9月20日、サイエンティフィック・アメリカン誌が、ルーシーの発見場所から4km離れたディキカという場所で2000年に発見されていたと発表した。3歳の女児で頭蓋と胴体、肋骨のほとんどが発見された。樹上生活と直立二足歩行の両方に適応していたと見られ、ルーシーの特徴と一致する点が多々あった。「セラム」はアムハラ語で「平和」を意味し、発見場所から「ディキカ・ベビー」とも呼ばれる。

### その他
- AL 200-1
- AL 129-1
- AL 444

## 関連した研究
近年、ケニアントロプス・プラティオプスのような全く新しい種が発見された。これはルーシーと沢山の共通点を持つが、別の属だと考えられている。
1990年代にアルディピテクス属が発見され、その中でもアルディと呼ばれる、ほぼ全身骨格に近い状態の化石人骨がブレークスルーを起こした。